# درنکیا
درنکیا (به ایتالیایی: درنچیا) یک کومونه در ایتالیا است که در استان اودینه واقع شده‌است.

## خصوصیات
درنکیا ۱۳٫۸ کیلومترمربع مساحت و ۱۴۱ نفر جمعیت دارد و ۶۶۳ متر بالاتر از سطح دریا واقع شده‌است.

## نگارخانه

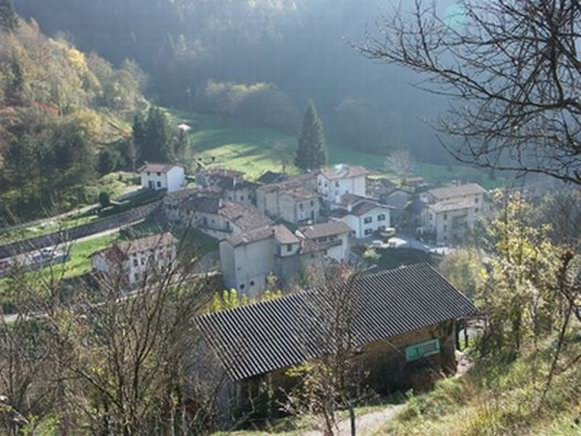